# Черноковский район
Черно́ковский райо́н Тобольского округа Уральской области РСФСР.
Образован на основании постановлений ВЦИК от 3 и 12 ноября 1923 года в составе Тобольского округа Уральской области из Ашлыкской, Птицкой, Тукузской, Черноковской, части Истяцкой, части Куларовской, части Тоболтуринской и части Шестовской волостей Тобольского уезда Тюменской губернии.
В район вошли 19 сельсоветов: Александровский, Ашлыкский, Бурлаковский, Бушуевский, Вагайский, Вершинский, Давыдовский, Евстафьевский, Истяцкий, Копотиловский, Ленинский, Малюгинский, Матаевский, Митькинский, Птицкий, Тукузский, Ушаковский, Черноковский, Шестовский.

## Административно-территориальное деление
1 июля 1924 года — упразднён Давыдовский сельсовет.
14 января 1925 года — Александровский сельсовет передан в Булашёвский район.
15 сентября 1926 года — Бушуевский сельсовет переименован в Сычёвский, Бурлаковский — в Домнинский, Истяцкий — в Бегитинский, Ленинский — в Полино-Ашлыкский, Матаевский — в Пузырёвский.
В перевыборную кампанию 1927/1928 годов образован Лайминский сельсовет.
7 января 1932 года — район упразднён. Территория вошла в состав Вагайского района.